# Po isti poti se ne vračaj
Po isti poti se ne vračaj je slovenski črno-beli dramski film iz leta 1965 v režiji Jožeta Babiča po scenariju Branka Pleše. Film prikazuje skupino sezonskih delavcev iz Bosne in Hercegovine v Sloveniji.

## Igralci
- Davor Antolić kot Macor
- Ljubiša Samardžić kot Abdul
- Jože Zupan kot Alija
- Miha Baloh kot Ahmet
- Miranda Caharija kot Lenka
- Vesna Krajina kot Ajša
- Petar Prličko kot Kiril
- Simo Iliev kot Krste
- Dušan Janićijević kot Tarzan
- Husein Čokić kot Mister
- Slavko Saje
- Andrej Kurent
- Mila Kačič kot Lenkina mati
- Janez Rohaček
- Janez Škof kot šef v gradbenem podjetju